# Micrurus ibiboboca
Espèce
Synonymes
- Elaps ibiboboca Merrem, 1820
- Elaps marcgravii Wied-Neuwied, 1820
- Elaps gravenhorstii Boulenger, 1896

Micrurus ibiboboca est une espèce de serpents de la famille des Elapidae. 

## Répartition
Cette espèce est endémique de l'État de Bahia au Brésil.

## Publication originale
- (de) Merrem, 1820 : Versuch eines Systems der Amphibien I (Tentamen Systematis Amphibiorum). J. C. Krieger, Marburg, p. 1-191 (texte intégral).